# Шведські іранці
Шведські іранці або шведські перси складаються з людей іранської національності, які оселились у Швеції, а також шведських жителів та громадян іранської походження. Станом на 2019 рік в Ірані проживало 80 136 жителів Швеції, а також 40 883, які народились у Швеції, принаймні від одного з батьків, який народився в Ірані.

## Термінологія
Шведсько-іранський використовується як взаємозамінна зі шведсько-перським, частково завдяки тому, що в західному світі Іран був відомий як «Персія». На Наврез 1935 року Реза Шах Пахлеві попросив іноземних делегатів використовувати в офіційному листуванні термін Іран, ендонім країни, що застосовувався з часів Держави Сасанідів. Відтоді вживання слова «Іран» стало більш поширеним у західних країнах. Це також змінило використання термінів для іранської національності, а загальний прикметник для громадян Ірану змінився з «перський» на «іранський». У 1959 році уряд Мохаммеда Рези Шаха Пахлеві, сина Рези Шаха Пахлеві, оголосив, що як «Персія», так і «Іран» можуть офіційно використовуватися як взаємозамінні Однак це питання обговорюється і сьогодні.
Серед шведських іранців існує тенденція класифікувати себе як «перських», а не «іранських», головним чином, щоб відмежуватися від ісламського режиму Ірану, який панував з часу Революції 1979 року, а також визначити себе як перську національність, яка складає близько 65 % населення Ірану. Хоча більшість іранців мають перське походження, існує значна кількість неперських іранців, таких як азербайджанці та курди в іранській громаді Швеції, що наводить деяких вчених на думку, що ярлик «іранський» є більш інклюзивним, оскільки ярлик «перський» виключає неперські меншини. Словник англійської мови Коллінза використовує велику кількість подібних і таких, які частково збігаються визначень термінів «перський» та «іранський».

## Демографія
На сьогоднішній день у Швеції проживає приблизно 63 828 людей, народжених в Ірані, а також 28 600 людей, які народились у Швеції, принаймні від одного з батьків, який народився в Ірані. Вони є однією з найбільших груп іммігрантів у Швеції, на них припадає близько 1,7 % населення.
Перша хвиля іранських біженців складалася з 5000 чоловік, які втекли до Швеції в 1979—1980 рр. Більшість з них були прихильниками Пахлеві середнього віку з середнього класу та виступали проти революції. Коли в 1980 році розпочалася ірано-іракська війна, майже 20 000 громадян Ірану знайшли притулок у Швеції. Іранські шведи в другому поколінні добре представлені в системі вищої освіти і в деяких добре оплачуваних професіях, таких як стоматологія та інженерія.
Близько 60 % з них продовжують здобувати вищу освіту — це більше, ніж в середньому по Швеції (45 відсотків). Частково причиною цього може бути іранська культура з її акцентом на освіту. Серед шведських іранців широко представлені меншини, як і в інших націях іранської діаспори: азербайджанці, курди, вірмени і ассирійці.

## Визначні іранці у Швеції
- Ашк Дален, науковець, мовознавець, перекладач
- Сара Захеді, математик та лауреат премії Європейського математичного товариства
- Поя Асбагі, футбольний менеджер
- Ханіф Балі, народний депутат і член Помірної коаліційної партії
- Мана Агаї, поетеса і письменниця
- Міну Ахтарзанд, губернатор округу Єнчепінг
- Вільям Аташкаде, професійний футболіст
- Адам Хематі, футболіст Персеполіса
- Алі Есбаті, політик
- Жасмін Кара, співачка та авторка пісень
- Араш Баят, футболіст
- Реза Хелілі Диламі, політик
- Араш Лабаф, співак і композитор
- Камерон Картіо, співачка
- Мохаммад Фазлхашемі, професор історії ідей, Університет Умео
- Азіта Кагреман, поетеса, перекладач, письменниця, член Міжнародного ПЕН-клубу
- Саман Годдос, міжнародний футболіст
- Ліна Леандерссон, актриса
- Ганні Бероніус, королева краси та Міс Всесвіт Швеція 2012
- Джанет Леон, співачка
- Акіра Корассані, боєць UFC
- Лассе Ліндрот, комік і актор
- Зінат Пірзаде, акторка-комік
- Реза Мададі, професійний боєць з ММА
- Тріта Парсі, засновник та президент Національної ради іранських американців
- Лале Пуркарім, співачка та автор пісень
- Снох Аалегра, співачка та автор пісень
- Бабак Наджафі, кінорежисер, сценарист і оператор
- Даніель Рахімі, професійний хокеїст
- Бехранг Сафарі, шведський міжнародний футболіст
- Ілля Салманзаде, музичний продюсер
- Німа Санандаджі, вчений та автор
- Бахар Парс, актриса
- Нахід Перссон Сарвестані, кінорежисер
- Мар'ям Язданфар, політик Риксдагу
- Ніна Занджані, актриса
- Міка Зібанежад, професійний хокеїст
- Амін Назарі, професійний футболіст
- Омід Назарі, професійний футболіст
- Едді Разаз, співак
- Шон Банан, співак, комік і артист
- Араш Пурнурі, музичний менеджер
- Ардалан Шекарабі, політик
- Шима Ніаварані, актриса
- Афіна Фаррохзад, поетеса
- Фархад Саїді, співзасновник і президент COMSOL AB[15]